# Gwamna Awan
Gwamna Danladi Awan (n. 1915 – d. 1 octombrie 2008) a fost șeful de trib al Căpeteniei Gworog (Kagoro), un stat tradițional nigerian. A fost cel mai longeviv conducător din Nigeria și al doilea din Africa, cu o domnie de 63 de ani (1945-2008). A fost cunoscut și sub titlul de Șeful din Kagoro.

## Date biografice
Gwamna Awan s-a născut în Ucyo (Fadan Kagoro) în 1915. Tatăl său, Awan, fusese adoptat de unchiul său, al patrulea monarh din Gworog, Biya Kaka. Între anii 1928 și 1932 a urmat cursuri de seară, apoi, între 1933-1935 și-a completat educația în Toro (acum în statul Bauchi).

## Carieră
După încheierea studiilor la Toro, în 1936 Awan s-a întors acasă pentru a preda la școala elementară Sudan Interior Mission, din Gworog (Kagoro). În 1938 a fost transferat la școala elementară Sudan Interior Mission din Kafanchan. A combinat predarea materiilor de școală cu religia creștină, la fel ca misionarii creștini. După aproximativ un an, în 1939, s-a întors să predea la Elementary Teachers Centre din Gworog. În 1940, unchiul său, Biya Kaka, pe atunci el însuși conducător în Kagoro, l-a chemat să se alăture Autorității Native din Kagoro. Aici, a contribuit la implementarea mai multor proiecte de dezvoltare, la construcția unui palat modern (actualul) în 1943, precum și a pompelor manuale de apă în fața palatului pentru ca oamenii să aibă acces la apă potabilă. De asemenea, a îmbunătățit sistemul de colectare a impozitelor și a promovat educația cetățenilor din căpetenie.

## Regalitate
După decesul șefului Biya Kaka în august 1944, a durat o perioadă până a fost numit un succesor, deoarece existau doi candidați. Unul dintre ei era un animist, iar celălalt era Gwamna Awan, creștin, care a fost susținut de Sudan Interior Mission. Awan a fost numit șef interimar și ulterior instalat oficial ca primul monarh creștin din toată partea de sud a provinciei Zaria și al cincilea șef al Kagoro, de către G.D. Pitcairn, rezidentul colonial britanic al provinciei Zaria, la data de 11 aprilie 1945.
Awan a contribuit la răspândirea creștinismului în zonă, ceea ce a apărut ca o amenințare pentru aristocrații din Emiratul Zaria, care au început să-și piardă supremația în zona locuită de atyap, datorită educației și misiunilor creștine promovate de Awan. În mai 1946, în districtul Zangon Kataf a avut loc o revoltă a grupului etnic atyap împotriva liderilor din Emiratul Zaria. Aceștia doreau înființarea unei căpetenii atyap, independentă de Zaria, iar emirul din Zaria l-a acuzat pe Awan de instigare la revoltă.
Gwamna Awan a fost cel mai longeviv conducător tradițional din centrul și nordul Nigeriei. A decedat pe 1 octombrie 2008, la vârsta de 93 de ani, la Spitalul Evanghelic ECWA din orașul Jos.
Printre alți monarhi ai vechii regiuni de nord din Nigeria colonială, precum Attah din Igala, Aliyu Obaje (56 de ani); Sultanul din Sokoto, Abubakar al III-lea (50 de ani); Emirul din Kano, Ado Bayero (51 de ani); Emirul din Daura, Muhammadu Bashar (41 de ani); Lamido din Adamawa, Aliyu Mustapha (57 de ani); Sarkin din Katagum, Muhammadu Kabir (37 de ani); Emirul din Lafia, Mustafa Agwai (43 de ani); Emirul din Daura, Abdurrahman (1911–1966). Awan a avut cea mai lungă domnie, de 63 de ani.